# كلاوديو أوبيدا
كلاوديو أوبيدا (بالإسبانية: Claudio Úbeda)‏ (17 سبتمبر 1969 في روساريو في الأرجنتين – )؛ هو لاعب كرة قدم سابق كان يلعب كمدافع.

## وصلات خارجية
- كلاوديو أوبيدا على موقع رابطة كرة القدم اليابانية للمحترفين (اليابانية)
- كلاوديو أوبيدا على موقع قاعدة بيانات كرة القدم.إي يو (الإنجليزية)
- كلاوديو أوبيدا على موقع Soccerway.com (الإنجليزية)
- كلاوديو أوبيدا على موقع عالم كرة القدم.نت (الإنجليزية)